# 程端学
程端学（1278年—1334年），字时叔，号积斋。鄞县（今属浙江寧波）人，元朝政治人物。

## 生平
程端学師从史蒙卿。鑽研過《春秋》。泰定元年（1324年）考中進士，並出任仙居（今浙江）縣丞，不久擔任国助教，又升任翰林编修，之後又到地方擔任瑞州路经历。元统二年（1334年），擔任太常博士，不久去世。

## 家族
兄程端禮。

## 著作
著作有《春秋本义》、《春秋或问》、《春秋三传辨疑》、《积斋集》等。